# Крайнер, Давид
Давид Крайнер (нем. David Kreiner; род. 8 марта 1981 года в Кицбюэле) — известный австрийский двоеборец, Олимпийский чемпион, призёр чемпионатов мира.
В Кубке мира Крайнер дебютировал в 1997 году, в шестнадцатилетнем возрасте, в марте 2000 года одержал свою первую, и на сегодня единственную победу на этапе Кубка мира в командных соревнованиях. Кроме победы на сегодняшний момент имеет 4 попадания в тройку лучших на этапах Кубка мира, 3 в личных соревнованиях и 1 в командных. Лучшим достижением в итоговом зачёте Кубка мира для Крайнера является 10 место в сезоне 2007-08.
На Олимпиаде-2010 в Ванкувере выиграл золото в командном первенстве, кроме того стал 15 в турнире на нормальном трамплине + 10 км.
За свою карьеру участвовал в четырёх чемпионатах мира, на которых завоевал одну серебряную и одну бронзовую медали.
Использует лыжи производства фирмы Fischer.